# Pianello (Perugia)
Pianello è una frazione di 1 107 abitanti del comune di Perugia (PG).
Il paese si estende, in area pianeggiante a 229 m s.l.m., lungo il fiume Chiascio, a circa 13 km ad Est di Perugia ed al confine con il territorio del comune di Valfabbrica. È abitato da 399 persone.

## Storia
La storia del paese inizia sulle colline che sovrastano la pianura del Chiascio, dove sorse l'antica città umbro-etrusca di Arna (V secolo a.C.). Essa si estendeva nei territori che oggi sono Civitella d'Arna, Lidarno, Sant'Egidio, Pilonico Paterno e proprio Pianello. Il nome originale era Castrum Arnae, Castel d'Arno, essendo la parola arno un termine d'origine etrusca che designa il fiume. 
Probabilmente, il castello venne costruito per la prima volta intorno al 40 a.C., in seguito all'assedio di Perugia da parte di Augusto. Molti perugini, infatti, sfuggirono dalle mura urbiche e si stabilirono in questa zona.
Indipendentemente da questo, comunque, si ha notizia di una certa Massa de Arne nel 995, un territorio che comprendeva parecchi dei luoghi prima citati e che faceva parte del Patrimonio papale di S. Pietro.
Nel 1059 papa Nicola II diede facoltà ai monaci benedettini di S. Pietro di Perugia di riscuotere le decime dal castello; in questo periodo gli abitanti costruirono in pianura la pieve di S. Valentino (poi S. Biagio).
Nel 1186 l'imperatore Enrico VI dona Castel d'Arno a Perugia, disgregando l'antica Massa.
Nel XIII secolo questi luoghi furono per breve tempo contesi tra Perugia ed Assisi; nel XIV secolo vennero fondati due piccoli villaggi a valle, Villa Caimani e Villa Pianelli, il secondo dei quali è diventato l'attuale centro di Pianello. Sorto vicino alla pieve di S. Valentino, divenne ben presto popolato ed importante per via della sua dislocazione lungo la via salara che congiungeva Perugia a Gualdo Tadino.
Verso la fine del secolo, divenne luogo di scontro tra i personaggi esiliati da Perugia e le truppe perugine stesse, che cercavano di riconquistarlo; il castello cadde nel 1382 e fu in seguito oggetto di pesanti lavori di ricostruzione.
Nel XV secolo il castello andò progressivamente spopolandosi a favore della zona pianeggiante di Villa Pianelli; nel 1452 vennero emanate delle leggi che favorivano la riabitazione dei locali del castello, grazie all'esenzione di tasse e decime ed al fatto che Pianello era spesso soggetto alle devastazioni delle soldataglie che transitavano per quella strada; si sa che nel 1461 vi si fermò a riposare a Pianello papa Pio II, febbricitante, mentre si recava ad Ancona con il suo seguito ed una scorta armata. Nel 1486 il reggente di Assisi, Conte di Sterpeto, assaltò e depredò Pianello come ritorsione contro l'attacco subito dalle truppe perugine.
Il XVI secolo è ancora caratterizzato dagli assalti di eserciti confinanti, come quello del vicino Ducato di Urbino. Nel 1578 i Cavalieri di Malta si impossessarono abusivamente della chiesa del castello; ad essi venne comunque riconfermata da papa Gregorio XIII nel 1580.
A cavallo tra il XVI ed il XVII secolo, il castello divenne covo di banditi e briganti, capeggiati da Francesco Alfani.
Nel 1708 venne costruito un forno vicino al mulino, lungo il fosso del Boscheriolo; fino al 1748, il bandito Girolamo Alfani batté moneta nel castello.
Nel 1875 venne costruita la chiesa di S. Biagio, a Pianello.

## Monumenti e luoghi d'interesse

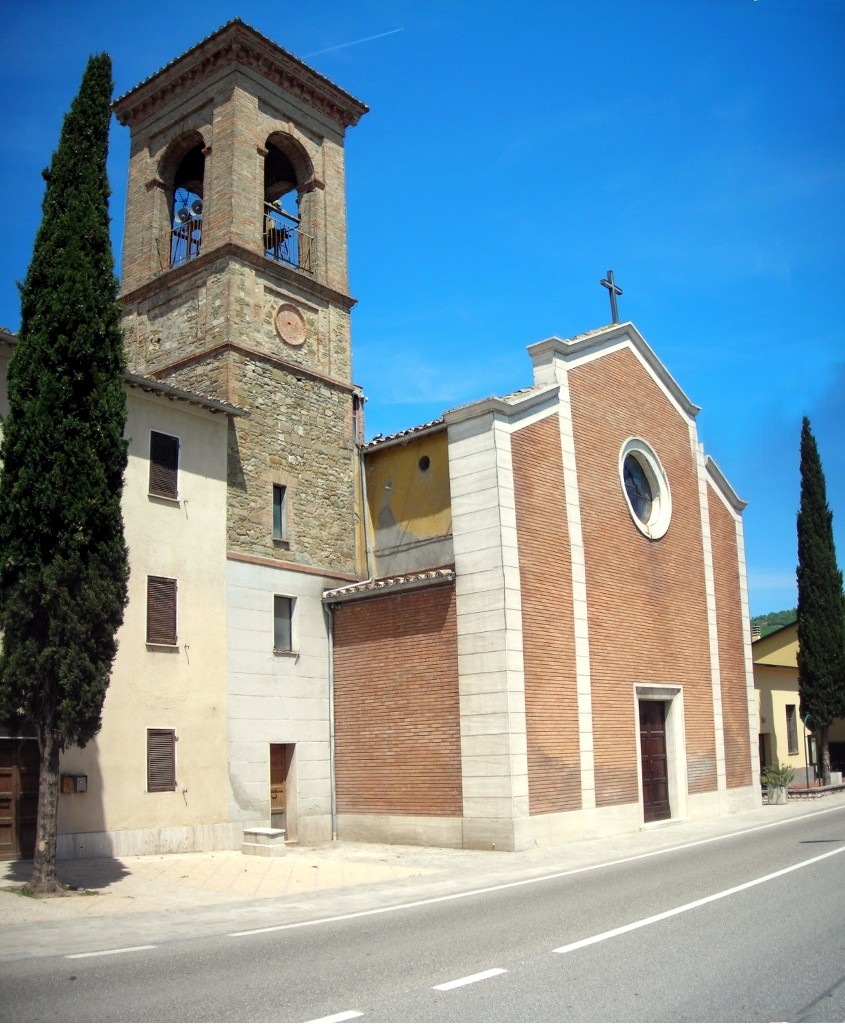
La chiesa di S. Biagio, a Pianello.

- Chiesa di San Biagio, nata dapprima come San Valentino ed originariamente dislocata nella piazza principale, piazza Piediluco.

## Economia e manifestazioni
Trovandosi sulla strada statale 318 che porta da Perugia a Gualdo Tadino, ha lungamente beneficiato, ed al contempo sofferto, della notevole mole di traffico veicolare che ha attraversato il paese. Dal 28 luglio 2016, giorno dell'inaugurazione del tratto Pianello-Valfabbrica della superstrada Perugia-Ancona, la località è servita da uno svincolo da e verso il capoluogo regionale, che ha sensibilmente ridotto il transito di vetture ed autotreni.
A partire dal 1980, ogni anno ad agosto vi si tiene la Sagra del Fungo. Ad aprile-maggio si tiene la Sagra del Prosciutto.
Dal 2002 a Pianello si organizza la gara nazionale in mountain bike denominata Medio Fondo del Chiascio, inserita nei circuiti Umbria Challenge e Centro Italia Bike Tour.

## Sport

### Associazioni sportive
- Polisportiva arna (calcio)
- Gruppo ultras (Greppo Ostile) che segue in ogni paesino dell’umbria la loro squadra del cuore
- Pro Loco Pianello Calcio a 7, militante nel campionato "Prima Serie" della categoria Umbria Uisp;
- Velo club Pianello (mountain bike e ciclismo su strada).

### Impianti sportivi
- Campo da calcio, in strada Castel d'Arno.